# 미야코역
미야코역(일본어: 宮古駅)은 일본 이와테현 미야코시에 위치한 동일본 여객철도 · 산리쿠 철도의 철도역이다. JR 동일본 야마다 선의 소속역이며, 이 역을 기 · 종점으로 하고 있는 산리쿠 철도 기타리아스 선등 2개 노선이 상호 운행되고 있다.

## 타는 곳

### JR 동일본
단선 승강장 1면 1선과 섬식 승강장 1면 2선의 구조를 합친 총 2면 3선 구조의 복합 승강장을 갖춘 지상역이다. 승강장은 과선교로 연결되며, JR 동일본의 직영역이다. 관리역으로서, 게바라이치역 - 쓰가루이시역의 각 역을 관리하고 있다.

### 산리쿠 철도
단선 승강장 1면 1선의 구조를 갖춘 지상역이다.
| 1 | ■ 야마다 선                 | 하행 | 리쿠추야마다 · 가마이시 방면 | ※ 동일본 대지진 영향으로 휴업 중 |
| 1 | ■ 야마다 선                 | 상행 | 모이치 · 모리오카 방면       |                                  |
| 1 | ■ 산리쿠 철도 기타리아스 선 |      | 다로 · 구지 방면             |                                  |
| 2 | ■ 야마다 선                 | 상행 | 모이치 · 모리오카 방면       |                                  |
| 2 | ■ 산리쿠 철도 기타리아스 선 |      | 다로 · 구지 방면             |                                  |
| 3 | ■ 야마다 선                 | 상행 | 모이치 · 모리오카 방면       | 하루 1대만                       |

## 이용 현황
| 연도   | JR 동일본          | 산리쿠 철도        |
| 연도   | 1일 평균 승차 인원 | 1일 평균 승차 인원 |
| ------ | ------------------ | ------------------ |
| 2000년 | 713                |                    |
| 2001년 | 656                |                    |
| 2002년 | 566                |                    |
| 2003년 | 570                |                    |
| 2004년 | 586                | 415                |
| 2005년 | 564                | 425                |
| 2006년 | 540                | 429                |
| 2007년 | 525                | 442                |
| 2008년 | 522                | 417                |
| 2009년 | 526                | 406                |
| 2010년 | 511                | 359                |
| 2011년 | 130                | 146                |
| 2012년 | 314                | 162                |
| 2013년 | 325                | 169                |
| 2014년 | 318                | 303                |
| 2015년 | 299                |                    |

## 역 주변
- 헤이 강
- 미야코 시청
- 미야코 간이 재판소
- 모리오카 가정 재판소 미야코 지부
- 동일본 여객철도 모리오카 운수구 미야코 출장소
- NHK 모리오카 방송국 미야코 보도실

## 인접 역
| 동일본 여객철도 야마다 선 | 동일본 여객철도 야마다 선 | 동일본 여객철도 야마다 선 |
| ------------------------- | ------------------------- | ------------------------- |
| 모이치 모리오카 방면      | □ 쾌속 '리아스'           | 시·종착역                 |
| 센토쿠 모리오카 방면      | ■ 보통                    | 소케이 가마이시 방면      |
| 산리쿠 철도 기타리아스 선 |                           |                           |
| 시·종착역                 | ■ 기타리아스 선           | 야마구치단치 구지 방면    |

틀:산리쿠 철도 기타리아스 선